# Нефтохимик 2010
Вижте пояснителната страница за други значения на Нефтохимик 2010.
БК „Нефтохимик 2010“ е български баскетболен клуб за жени, основан през 1993 г. в град Бургас.

## История
Началото на клуба е през месец януари 1993 г., когато към СК „Нефтохимик“ се основава баскетболна секция, специализирана в женския профил.Пръв президент на клуба е проф.д-р Иван Тагавов,а изпълнителен директор Стефан Колчев. За няколко сезона клуба се превръща във водещите в страната.
Първият успех за клуба са бронзовите медали през сезон 1997 – 98 г. През следващата година идва и първият трофей – Купата на България и отново бронзовите медали в шампионата.
През 2001 г., нефтената компания „Лукойл“ става основен спонсор, и името е променено на „Лукойл Нефтохимик“.
През септември 2011 г. името на клуба е променено на „Нефтохимик 2010“.

## Успехи
Национална баскетболна лига (жени):
- 2005, 2006, 2009, 2010 и 2011 г.
  -  2007, 2008, 2012, 2013, 2015 г.
    -  2002, 2009 и 2010 г.

Купа на България (баскетбол):
- 1999, 2004, 2005, 2006, 2008 и 2015 г.

ФИБА ЕВРОПА Южна Конференция:
- 2005 г. 1/2 – (4) место.